# Борсенгир
Борсенгир (каз. Борсеңгір) — село в Улытауском районе Улытауской области Казахстана. Административный центр и единственный населённый пункт Борсенгирского сельского округа. Находится примерно в 143 км к юго-востоку от районного центра, села Улытау. Код КАТО — 356035100.

## Население
В 1999 году население села составляло 746 человек (375 мужчин и 371 женщина). По данным переписи 2009 года, в селе проживало 648 человек (362 мужчины и 286 женщин).